# Aero L-159 Alca
Pour les articles homonymes, voir ALCA.
Aero L-159 ALCA (Advanced Light Combat Aircraft) est un avion d'entraînement avancé et d'appui tactique construit par la firme tchèque Aero Vodochody. Il est en service dans l'armée de l'air tchèque.

## Historique

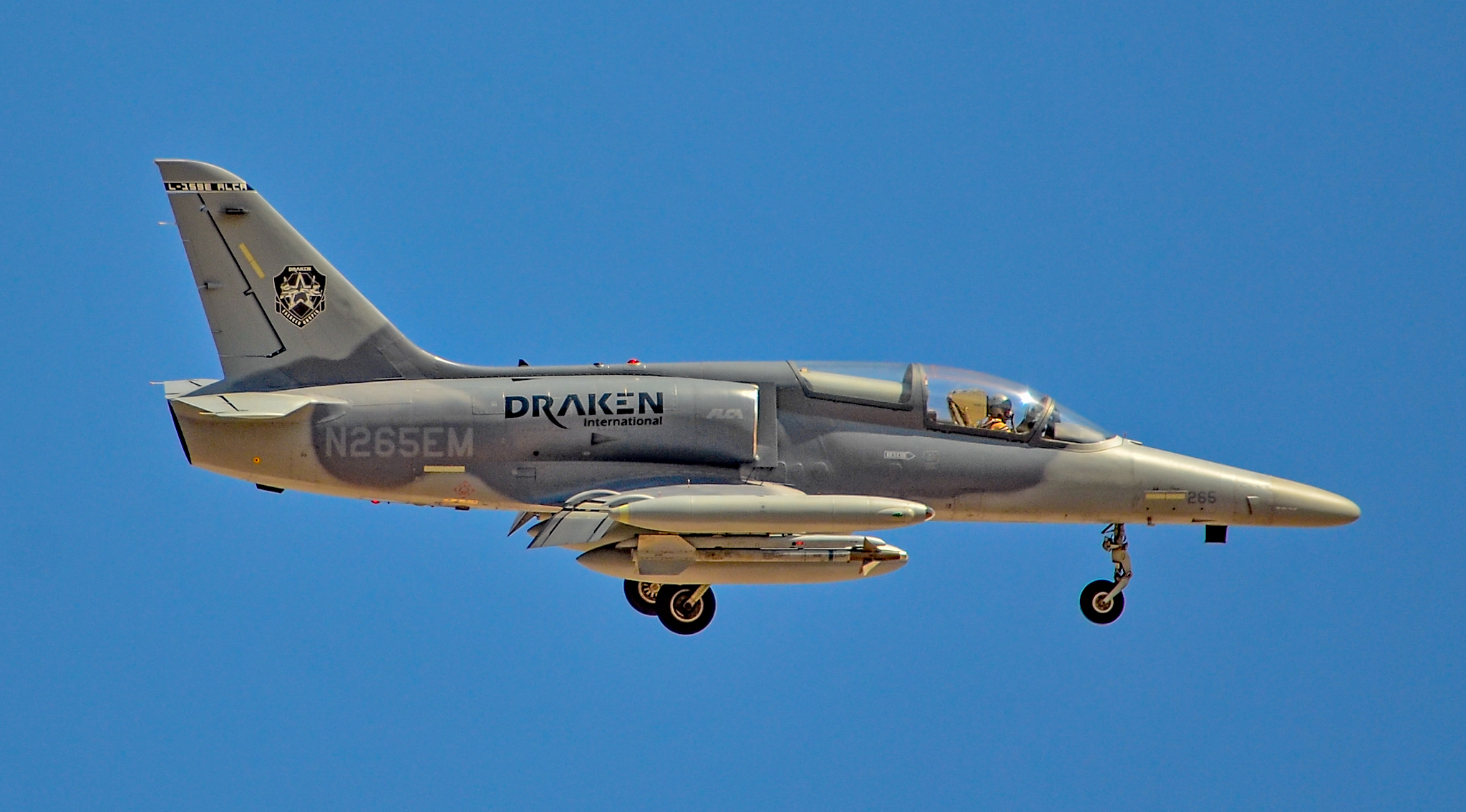
Un Aero L-159 Alca de la société Draken International en 2017.

La conception du L-159 a commencé  en 1992. La Force aérienne tchèque a passé commande de 72 appareils (24 biplaces et 48 monoplaces) en avril 1995 pour un montant de 52 milliards de couronnes tchèques (1,9 milliard d’euros).
Le premier vol du L-159 a eu lieu le 4 août 1997 en version biplace et le 18 août 1998 en version monoplace. Les livraisons à l'armée de l'air tchèque ont commencé en avril 2000.
Dès la fin des années 2000, la majorité des appareils sont stockés. En 2015, l'aviation tchèque n'en utilise que 24, le reste étant destiné à des ventes à l’étranger. Les premières exportations ont lieu fin 2015 à destination de la force aérienne irakienne et de la société Draken International basé aux États-Unis.
Deux appareils monoplaces ont été perdus à la suite d'accidents, les 24 février 2003 (L-159A) et 22 novembre 2012 (L-159A).
En juillet 2018, lors du Salon aéronautique de Farnborough, Aero et Israel Aerospace Industries présente le projet d'un appareil d'attaque avec des capacités d'interception à bas coût dérivé du L-159, le F/A-259 Striker.
En 2014, les ailes sont re-conçues avec un réservoir intégral qui augmente le rayon d'action de l'avion.

## Variantes
- L-159A

Le L-159A est un monoplace léger multirôle conçu pour des missions de combat aérien, d'appui tactique et de reconnaissance. L'appareil est équipé d'un radar doppler multimode Grifo-L, (une variante du Grifo-F, un radar doppler à impulsion opérant en bande X) permettant d'opérer tous temps et de jour comme de nuit. Il peut emporter une large gamme de munitions OTAN dont des missiles air-air et air-sol et des bombes guidées par laser. Le L-159A est en service au sein de l'armée de l'air tchèque et encore en production.
- L-159B

Le L-159B est une version biplace du L-159A conçut pour l'entraînement avancé et la transition opérationnelle. La configuration du L-159B peut également être adaptés aux exigences spécifiques du client et aux besoins de formation de base ainsi que des missions de combat, y compris air-sol, les patrouilles et les missions de reconnaissance.
Seul un prototype a été construit.
- L-159E

Version d'export du L-159A utilisée par Draken International.
- L-159T1

Le L-159T1 est une variante biplace d'entraînement utilisée par l'armée de l'air tchèque. Tous les L-159T1 sont des cellules de L-159A modifiée. Il a effectué son premier vol le 8 mars 2007. Il en existe 6 exemplaires.
- IAI F/A-259 Striker

En juillet 2018, lors du salon de Farnborough, Aero vodochody présenta le F/A-259 "Striker". Il s'agit d'une évolution du L-159 ALCA menée conjointement avec IAI depuis deux ans. L'appareil est toujours sous forme de projet et aucun prototype n'a encore volé, mais il pourrait être prêt pour les livraisons vers 2020. Un premier vol est attendu pour novembre 2018.

## Utilisateurs
Jusqu'en 2015, seule l'armée de l'air tchèque utilisait cet appareil,.
- États-Unis : La société militaire privée Draken International a commandé, fin 2013, 24 appareils d'occasion en état de vol et 4 autres avions qui seront cannibalisés en cas de besoin pour un montant qui s'élèverait à 25,8 millions de dollars américains. Le contrat a été approuvé le 2 janvier 2014[14]. Les huit premiers avions sont réceptionnés durant le dernier trimestre 2015. Les 14 premiers avions sont livrés contre une somme estimé entre 220  à   250 millions de couronnes (8,15  à   9,25 millions d’euros).
- Irak : 13 L-159A (dont trois servant de pièces détachées) et 2 L-159B ont été commandés pour un montant de 750 millions de couronnes tchèques (soit environ 27,3 millions d’euros) en août 2014[15]. Elle fait suite à une première intention en 2012 pour 28 exemplaires[16] qui fut abandonnée à la suite de l'achat par l'Irak de 24 FA-50 Golden Eagle. En avril 2014, une délégation irakienne revient pour signer un contrat pour l'acquisition de 12 exemplaires en attente de l'autorisation du gouvernement tchèque. Cette commande sera confirmée en août à la suite de la progression de l'EIIL en Irak. Les deux premiers sont livrés à la force aérienne irakienne le 5 novembre 2015, les derniers devant l’être en 2017[17].
- République tchèque : La Force aérienne tchèque disposera de 16 L-159A et 8 L-159T1 en novembre 2017[18]. La version de combat légère est entrée en service dans la Force aérienne tchèque en 2000. La version biplace d'entrainement et de combat L-159T est arrivée en 2007. Ils participent souvent à des entrainements internationaux de L'OTAN comme le tactical leadership program, le NATO Air Meet, le Clean Hunter et le Flying Rhino[5].

### Développement lié
- Aero L-39 Albatros
- Aero L-59 Super Albatros

### Aéronefs comparables
- BAe Hawk
- Dassault/Dornier Alpha Jet
- FMA IA 63 Pampa (en)
- Kawasaki T-4
- KAI T-50 Golden Eagle